# Mauvaises Rencontres
Pour plus de détails, voir Fiche technique et Distribution.
Mauvaises Rencontres (Far from Home) est un film américain réalisé par Meiert Avis (en), sorti en 1989.

## Synopsis
Une adolescente et son père se retrouvent bloqués dans un parc pour caravanes abandonné où sévit un tueur en série.

## Fiche technique
- Titre : Mauvaises Rencontres
- Titre original : Far from Home
- Réalisation : Meiert Avis (en)
- Scénario : Theodore Gershuny et Tommy Lee Wallace
- Musique : Jonathan Elias
- Photographie : Paul Elliott (en)
- Montage : Marc Grossman
- Production : Donald P. Borchers (en)
- Société de production : Lightning Pictures et Planet Productions
- Société de distribution : Vestron Pictures (en) (États-Unis), Delta Video (France)
- Pays de production :  États-Unis
- Genre : drame, thriller
- Durée : 86 minutes
- Dates de sortie : 
  - États-Unis : 30 juin 1989
  - France : 1991[1] (sortie en VHS)

## Distribution
- Matt Frewer : Charlie Cox
- Drew Barrymore : Joleen Cox
- Richard Masur : Duckett
- Karen Austin : Louise
- Susan Tyrrell : Agnes Reed
- Andras Jones (en) : Jimmy Reed
- Dick Miller : la shérif Bill Childers
- Anthony Rapp : Pinky Sears
- Connie Sawyer : Viney Hunt
- Jennifer Tilly : Amy
- Stephanie Walski : Sissy Reed

## Production
Le livre de Drew Barrymore, Little Girl Lost, qui décrit ses combats contre la dépendance, a été écrit à peu près à la même époque que le tournage de ce film. Le film a été tourné dans le désert de Black Rock et à Gerlach dans le Nevada.

## Accueil

### Réception critique
L'accueil critique du film a été négatif au moment de sa sortie,. DVD Verdict a éreinté le film, car ils estimaient que le film exploitait Barrymore - qui avait quatorze ans à l'époque - comme un objet sexuel et que l'intrigue était également tracé de manière trop prévisible. TV Guide a également écrit une critique négative, la critiquant également comme étant trop prévisible et évidente.

### Box-office
Le film est sorti dans 4 cinémas aux États-Unis et a rapporté 11 859 dollars.